# Hurry Up Tomorrow (film)
Hurry Up Tomorrow è un film del 2025 diretto da Trey Edward Shults e co-scritto da questi con Reza Fahim.
Il film accompagna l'album omonimo del 2025 e vede Abel "The Weeknd" Tesfaye nei panni di una versione romanzata di sé stesso, alle prese con depressione e insonnia.
È stato uno degli ultimi film prodotti da Turen, scomparso nel 2023; il film è quindi dedicato a lui.

## Trama
La superstar della musica Abel Tesfaye si esibisce in un concerto da headliner, dopo l'esibizione fa festa e si droga con il suo manager, Lee. Nonostante gli incoraggiamenti di Lee, Abel non ha voglia di esibirsi a causa della crescente depressione dovuta a una recente rottura. Nel frattempo, da qualche parte a Los Angeles, Anima, una fan della musica di Tesfaye, dà fuoco a una casa prima di recarsi al concerto successivo di Abel, ignorando i messaggi di sua madre.
Prima del concerto, ad Abel viene diagnosticata una disfunzione della tensione muscolare e pensa di annullare tutto, ma Lee lo convince ad esibirsi. Prima di salire sul palco, Abel lascia un violento messaggio vocale alla sua ex fidanzata, incolpandola della sua depressione. Anima si intrufola nel concerto, dove Abel perde la voce e abbandona bruscamente il palco. Anima si intrufola quindi nel backstage e incontra Abel. Incuriosito, Abel ignora la sicurezza e trascorre la notte con Anima al Pacific Park di Santa Monica e, più tardi, in un hotel. Anima scoppia a piangere dopo che Abel suona una parte della canzone Hurry Up Tomorrow, incentrata sui temi della solitudine e dell'abbandono.
Il giorno seguente, mentre Abel si prepara a tornare in tournée, sente per caso Anima e sua madre discutere al telefono a proposito dell'incendio doloso causato da lei. Anima cerca aggressivamente di impedire ad Abel di andarsene, chiedendogli di aprirsi emotivamente con lei, ma lui la respinge e lei, adirata, lo colpisce con una bottiglia di champagne. Da svenuto, Abel ha un incubo vivido in cui cammina da solo dalla camera d'albergo verso la strada, con il sé stesso bambino che lo fissa.
Abel si sveglia legato al letto dell'hotel. Anima balla sulle sue canzoni Blinding Lights e Gasoline mentre analizza i temi ricorrenti delle sue canzoni: le relazioni tossiche con le donne, ma Abel si rifiuta ancora di aprirsi con lei riguardo alle sue canzoni. Lee arriva e trova Abel, dopo aver rintracciato il suo telefono fino all'hotel. Anima apre la porta a Lee e cerca di convincerlo ad andarsene, ma quando lui si rifiuta tira fuori un coltello e dopo una violenta colluttazione lo pugnala mortalmente al collo, quindi cosparge Abel di benzina, minacciandolo di dargli fuoco se non si aprirà emotivamente con lei. Abel finalmente parla ad Anima, tranquillizzandola cantando Hurry Up Tomorrow, lei allora lo libera dal letto. Anima dà fuoco alla stanza prima di andarsene.
Abel esce dalla stanza d'albergo e si ritrova direttamente dietro le quinte, prima di un concerto. Si fissa di fronte ad uno specchio, visibilmente scosso dagli eventi.

## Personaggi

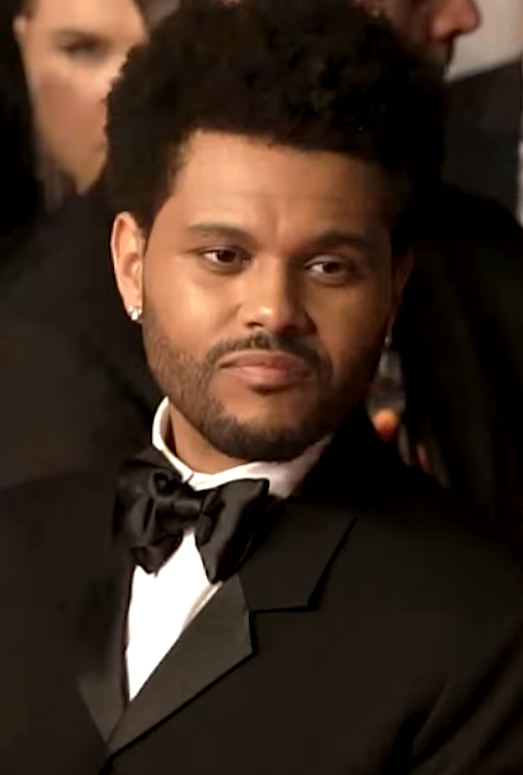
The Weeknd è il protagonista del film.

- Abel Tesfaye interpreta una versione romanzata di sé stesso.
  - Ivan Troy nel ruolo di Abel da giovane.
- Anima, interpretata da Jenna Ortega, una misteriosa fan stalker di The Weeknd.
- Lee, interpretato da Barry Keoghan, il manager di Abel.
- Riley Keough nel ruolo di:
  - Ragazza nella segreteria telefonica.
  - Madre di Anima (solo voce).
- Metro Boomin interpreta  una versione romanzata di sé stesso.
- Belly interpreta una versione romanzata di sé stesso.
- Gaspard Augé interpreta una versione romanzata di sé stesso.
- Xavier de Rosnay interpreta una versione romanzata di sé stesso.
- Lavi, intepretato da Paul L. Davis,  il capo di un gruppo di sorveglianza che lavora per Abel.

## Produzione

### Sviluppo
Trey Edward Shults ha diretto e montato Hurry Up Tomorrow dopo aver scritto la sceneggiatura con Reza Fahim e Abel Tesfaye, basandosi sul sesto album in studio di quest'ultimo.
Tesfaye e Fahim sono anche produttori del film insieme a Kevin Turen, Harrison Kreiss e la casa di produzione Manic Phase.
Shults, Jenna Ortega, Michael Rapino, Ryan Kroft, Wassim "Sal" Slaiby e Harrison Huffman sono stati i produttori esecutivi, Chayse Irvin si è occupato della fotografia, mentre Daniel Lopatin ha composto la colonna sonora con Tesfaye. Fu uno degli ultimi progetti su cui Turen lavorò prima della sua morte nel novembre 2023.
Il film ha segnato il debutto cinematografico di Tesfaye come attore, dopo aver precedentemente fatto un cameo nel ruolo di sé stesso in Diamanti grezzi (2019) e aver recitato nella serie televisiva di HBO The Idol (2023); che ha anche co-creato. Sebbene Ortega e Keoghan stessero valutando diversi ruoli dopo il loro aumento di popolarità, la produzione ha ricevuto il via libera dopo che i due attori hanno promesso la loro presenza. Live Nation Entertainment ha finanziato il film con un budget di 15 milioni di dollari.
Il film e l'album sono stati ispirati da un incidente realmente accaduto durante lo spettacolo dell'After Hours til Dawn Tour nel settembre 2022 al SoFi Stadium, in cui Tesfaye perse la voce durante l'esibizione e fu costretto a interrompere lo spettacolo, a causa non di lesioni fisiche ma di stress psicologico. Anche la traccia dell'album "I Can't Fucking Sing" fa riferimento a questo evento con un dialogo preso dal film.

### Riprese
Quando Deadline Hollywood annunciò Hurry Up Tomorrow il 28 febbraio 2023, le riprese erano già iniziate. Fu girato dal direttore della fotografia canadese Chayse Irvin su pellicola da 35 mm, 16 mm e Super 8, segnando la sua prima collaborazione con Shults.

### Post-produzione
Secondo un'inchiesta condotta nel luglio 2024 da Kim Masters, redattore capo del The Hollywood Reporter, Hurry Up Tomorrow era in fase di post-produzione da un anno e non riusciva ad attrarre potenziali distributori.
Pare che la relazione di lunga data di Turen con il regista Sam Levinson, che ha anche lavorato a The Idol, si è deteriorata dopo che Levinson si è sentito "tradito" dal fatto che Turen fosse stato coinvolto nel progetto senza che lui lo sapesse. Turen ha sostenuto di aver parlato di Hurry Up Tomorrow alla moglie di Levinson, Ashley, ma che lei non ha mostrato alcun interesse e non ne ha mai parlato al marito. Diverse fonti di Masters affermano che Ashley ha negato di sapere nulla del film.
Nell'aprile 2025, Tesfaye ha chiarito che il film è stato concepito e sviluppato prima dell'album, che è stato prodotto e completato durante il processo di post-produzione del film.

## Distribuzione
Nel novembre 2024, Lionsgate Films ha annunciato l'acquisizione dei diritti di distribuzione mondiale di Hurry Up Tomorrow. Il film è uscito nelle sale cinematografiche degli Stati Uniti il 16 maggio 2025 e in Italia come film evento solo nei giorni 23, 24 e 25 giugno 2025.

## Accoglienza

### Incassi
Il film ha incassato 5215357 $ in Nord America e 2404395 $ nel resto del mondo, per un totale di 7619752 $.
Negli Stati Uniti e in Canada, Hurry Up Tomorrow è stato distribuito insieme a Final Destination Bloodlines, e si prevedeva che avrebbe incassato 5-9 milioni di dollari nel suo weekend di apertura. Ha incassato 1,65 milioni di dollari dalle proiezioni in anteprima: 1,3 milioni di dollari mercoledì e 350.000 dollari giovedì. Il film è stato un fiasco al botteghino, con un incasso iniziale di 3,2 milioni di dollari. Deadline Hollywood ha notato che la Lionsgate ha "davvero provato" a vendere Hurry Up Tomorrow con una vasta campagna di marketing, che includeva una forte presenza al CinemaCon, ma la sua performance al botteghino è stata un "rifiuto completo" da parte degli spettatori.

### Critica
I critici hanno liquidato il film come un progetto "egomaniaco" e "autocompiacente" di Tesfaye e lo hanno visto come un lungo videoclip, creato unicamente per promuovere il suo album omonimo.   Sull'aggregatore di recensioni Rotten Tomatoes il film ha una percentuale di gradimento del 15%; sul sito Metacritic 25 critici hanno dato al film un voto di 29 su 100.